# Mariusz Fierlej
Mariusz Fierlej (ur. 22 czerwca 1980 w Lesznie) – polski żużlowiec.
Sport żużlowy uprawia od 1997 r., w barwach klubów: Unia Leszno (1997–2001), Orzeł Łódź (2002–2003, 2012), Stal Rzeszów (2004), Wanda Kraków (2011), RKM Rybnik (2012), KSM Krosno (2013–2015) oraz od listopada 2019 r. Śląsk Śwętochłowice.
Złoty medalista młodzieżowych drużynowych mistrzostw Polski (Leszno 2001). Finalista młodzieżowych indywidualnych mistrzostw Polski (Częstochowa 2001 – XIII miejsce). Finalista młodzieżowych mistrzostw Polski par klubowych (Piła 2000 – V miejsce). Finalista turnieju o "Brązowy Kask" (Ostrów Wielkopolski 1998 – XV miejsce). Finalista turnieju o "Srebrny Kask" (Toruń 2000 – XVI miejsce).